# 2010 a labdarúgásban

## Események
- Afrikai nemzetek kupája,  Angola (január 10. – január 31.)
- 2012-es labdarúgó-Európa-bajnokság selejtezőinek sorsolása  (február 7.)
- Európa-liga-döntő, Hamburg,  Németország (május 12.)
- U17-es labdarúgó-Európa-bajnokság,  Liechtenstein (május 18. – május 30.)
- Touloni Ifjúsági Torna,  Franciaország (május 18. és május 27.)
- UEFA-bajnokok ligája-döntő, Madrid,  Spanyolország (május 22.)
- Labdarúgó-világbajnokság,  Dél-afrikai Köztársaság (június 11. – július 11.)
- U17-es női labdarúgó Európa-bajnokság,  Svájc (június 22. – június 26.)
- U20-as női labdarúgó-világbajnokság,  Németország (július 13. – augusztus 1.)
- U19-es labdarúgó-Európa-bajnokság,  Franciaország (július 18. – július 30.)
- U17-es női labdarúgó-világbajnokság,  Trinidad és Tobago (szeptember 5. – szeptember 25.)
- FIFA-klubvilágbajnokság,  Egyesült Arab Emírségek (december 8. – december 18.)